# Konstantin Smeshko
Konstantin Evgenievich Smeshko (em russo: Константи́н Евге́ньевич Смешко́; Kaliningrado, 28 de dezembro de 1962 – 26 de dezembro de 2024) foi um comandante militar russo que foi vice-chefe das Tropas de Engenheiros (a partir de 2017) e major-general.
Anteriormente comandou as tropas de engenharia do Distrito Militar do Extremo Oriente e do Distrito Militar do Sul de 2012 a 2017.
Em 2015, ele foi responsável pela limpeza da área de objetos explosivos no território da Chechênia e da Inguchétia. Por isso, foi-lhe atribuída a honra de “Maestria na limpeza de minas (para o Partido) na República Chechena e na República da Inguchétia”. Mais tarde, ele também operou a desminagem perto de Deir ez-Zor, na Síria, em 2017.

Em 2015, ele foi responsável pela limpeza de objetos explosivos no território da Chechênia e da Inguchétia. Por esse trabalho, recebeu a honraria de "Mestre em desminagem (pelo Partido) na República Chechena e na República da Inguchétia". Mais tarde, em 2017, também participou de operações de desminagem nas proximidades de Deir ez-Zor, na Síria.

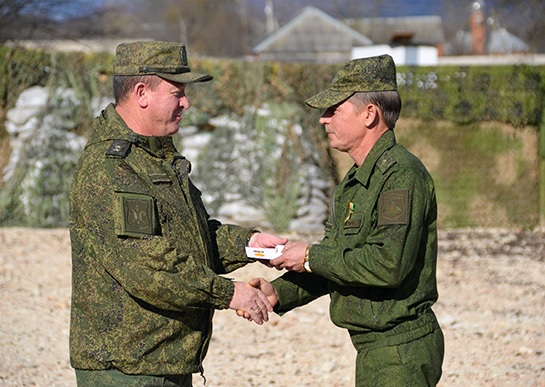
Yuri Stavitsky e Smeshko

Morreu em local desconhecido, supostamente em decorrência de um ataque com sistemas HIMARS, durante uma das várias ofensivas ocorridas em dezembro. Sua cerimônia fúnebre foi realizada em Moscou nos últimos dias de dezembro de 2024.